# Альбус Дамблдор
А́льбус Персива́ль Ву́льфрик Бра́йан Да́мблдор (англ. Albus Percival Wulfric Brian Dumbledore) — один из главных персонажей серии книг о Гарри Поттере английской писательницы Дж. К. Роулинг, профессор, директор школы чародейства и волшебства «Хогвартс», Верховный чародей Визенгамота (суда волшебников), кавалер ордена Мерлина первой степени, основатель Ордена Феникса, президент Международной конфедерации магов. Известен как сильнейший волшебник своего времени и единственный маг, дуэли с которым боялся Волан-де-Морт. 
На коллекционной карточке с изображением Дамблдора говорится следующее:
Альбус Дамблдор, директор школы чародейства и волшебства «Хогвартс».
Считается величайшим волшебником и гением волшебства. Профессор знаменит своей победой над тёмным волшебником Грин-де-Вальдом в 1945 году, открытием двенадцати способов применения крови дракона и своими трудами по алхимии в соавторстве с Николасом Фламелем. Хобби — камерная музыка и игра в кегли.
По замыслу самой Роулинг, Дамблдор являлся «воплощением доброты» (англ. the epitome of goodness), и, как неоднократно признавалась писательница, был одним из её любимых героев. Она заявляла, что Дамблдор «говорит за неё», ибо знает почти всё о мире Гарри Поттера.
Вместе с тем в интервью, состоявшихся перед 7-й книгой, она отзывается об этом персонаже как о «макиавеллиевской фигуре», подчёркивая его неоднозначность.

## Происхождение имени
Имя Дамблдора, Альбус, по-латыни означает «белый». Фамилия Дамблдор образована от староанглийского слова, означающего «шмель». Роулинг выбрала эту фамилию, потому что представляла, как Дамблдор «ходит, напевая себе под нос». Полное имя — Альбус Персиваль Вульфрик Брайан Дамблдор.

## Жизнеописание Дамблдора

### До рождения Гарри Поттера
Вся нижеследующая информация становится известна читателю лишь в седьмой книге цикла («Гарри Поттер и Дары Смерти»).

#### Семья Дамблдора
Семья:
- Персиваль Дамблдор — отец
- Кендра Дамблдор — мать
- Аберфорт Дамблдор — брат
- Ариана Дамблдор — сестра
- Гонория — тётя
- Криденс Бэрбоун / Аурелиус Дамблдор — племянник

Альбус Дамблдор родился в месте под названием Насыпное Нагорье у волшебника Персиваля и полукровки Кендры Дамблдор. Три года спустя родился его брат Аберфорт, а вскоре после этого — сестра Ариана. Когда Ариане было шесть лет, на неё напали подростки-маглы, увидевшие, что она колдует. В результате этого нападения девочка стала душевнобольной, не контролирующей своё волшебство. Отец Альбуса Персиваль отомстил им и был осуждён на пожизненное заключение в Азкабане. Он не рассказал суду о причинах своего поступка, чтобы Ариану не поместили в больницу святого Мунго. После этого семья переехала в Годрикову впадину. Кендра тщательно скрывала дочь от посторонних глаз, и соседи-маги сделали вывод, что Ариана — сквиб.
Вскоре Дамблдор поступил в Хогвартс на факультет Гриффиндор и стал самым блестящим учеником в истории школы. Он получил все почётные награды, какие в ней были учреждены, вступил в переписку с самыми знаменитыми волшебниками того времени, включая прославленного алхимика Николаса Фламеля, известного историка Батильду Бэгшот и теоретика магии Адальберта Уоффлинга. Некоторые его статьи были приняты к публикации такими научными журналами, как «Трансфигурация сегодня», «Проблемы чароведения» и «Практика зельеварения».
По окончании школы Дамблдор планировал отправиться в традиционное путешествие со своим старым другом Элфиасом Дожем, однако этому помешала гибель его матери Кендры, случайно убитой Арианой во время приступа безумия.

#### Дамблдор и Грин-де-Вальд
Став главой семьи, Дамблдор был вынужден оставаться дома с Арианой, пока Аберфорт заканчивал своё образование. По словам Дамблдора, он вернулся домой злой и несчастный. Дамблдору казалось, что на его блестящей карьере поставлен крест, что его жизнь загублена, и эти чувства пересиливали его любовь к родным. Поэтому, когда по соседству с Дамблдором поселился молодой и не менее способный маг Геллерт Грин-де-Вальд, внучатый племянник Батильды Бэгшот, его идеи буквально воспламенили Дамблдора.
Грин-де-Вальд был блестящим юношей, красивым, умным, а, главное, разделяющим идеи Альбуса. Грин-де-Вальд выступал за подчинение маглов волшебникам «ради общего блага». Дамблдор обращал внимание на то, что такая власть налагает огромную ответственность, и выступал за применение силы лишь в пределах самого необходимого, но в целом соглашался со своим новым другом.
Инструментами в достижении этой цели должны были стать Дары Смерти — Бузинная палочка, Воскрешающий камень и Мантия-невидимка. Дамблдор планировал использовать камень для воскрешения своих родителей, чтобы те сняли груз ответственности за сестру и брата с его плеч.
Дамблдор уже планировал отправиться на поиски Даров, однако Аберфорт решительно воспротивился этому. Он напомнил брату, что тот должен присматривать за больной и неуправляемой Арианой. Между Аберфортом и Грин-де-Вальдом разгорелась потасовка, и Грин-де-Вальд использовал против Аберфорта заклинание Круциатус. Альбус встал на защиту брата. В ходе драки кем-то из троих было выпущено заклятие, попавшее в Ариану и ставшее причиной её смерти (Дамблдор после этого всю жизнь подозревал, что это именно он нечаянно убил сестру). Грин-де-Вальд скрылся. На похоронах Арианы взбешённый Аберфорт обвинил брата в смерти сестры и сломал ему нос. Тот не пытался защититься.
Смерть Арианы стала переломным моментом в жизни Дамблдора. Он признал ошибочность своих идей и понял, что недостоин обладать как Дарами Смерти, так и большой властью (и в дальнейшем неоднократно отказывался от поста Министра магии).
Вскоре Дамблдор вернулся в Хогвартс в качестве преподавателя Трансфигурации. Между тем Грин-де-Вальд стал обладателем Бузинной палочки, которую украл у мастера волшебных палочек Грегоровича, и приступил к осуществлению своих планов о мировом господстве. Альбус до последнего момента избегал встречи со своим бывшим другом, боясь узнать от Грин-де-Вальда, что это он убил свою сестру. Только когда оставаться в стороне было уже невозможно, в 1945 году Дамблдор вступил с Геллертом в поединок и нанёс ему поражение. По словам Элфиаса Дожа, победа Дамблдора и её последствия для всего волшебного сообщества считаются поворотной точкой магической истории. После поединка с Грин-де-Вальдом Дамблдор стал новым хозяином Бузинной палочки. Сам Дамблдор сказал об этом так: «Мне было позволено владеть и пользоваться ею, потому что я взял её не ради выгоды, а для того, чтобы спасти от неё других».

#### Дамблдор и Волан-де-Морт
Одним из поручений, данных Дамблдору в его бытность учителем, стала встреча в 1938 году в приюте маглов с юным магом Томом Реддлом-младшим, чтобы пригласить его учиться в Хогвартсе. Дамблдор был впечатлён магическими способностями Реддла, однако заметил и тёмные стороны его личности, в том числе и его склонность к жестокости, тирании, и никогда ему не доверял. Когда Реддл вырос и изъявил желание работать в Хогвартсе преподавателем защиты от тёмных искусств, Дамблдор убедил директора Армандо Диппета отклонить его просьбу.
Дамблдор продолжал преподавать в Хогвартсе трансфигурацию, а затем стал директором школы. Тем временем Том Реддл начал собирать вокруг себя компанию последователей и стал называть себя лордом Волан-де-Мортом. Вскоре Волан-де-Морт, вступивший на тёмный путь и приступивший к созданию крестражей, про которые ему удалось узнать от профессора Слизнорта, вновь обратился с просьбой о преподавании в школе, но снова получил отказ, на этот раз от самого Дамблдора.
После того как в 1970 году Волан-де-Морт начал Первую магическую войну, для борьбы с ним Дамблдор создал организацию под названием «Орден Феникса». Среди её членов были родители Гарри Поттера Джеймс и Лили. Вскоре Дамблдор узнал о том, что у Джеймса есть мантия-невидимка, один из Даров Смерти, передающийся по наследству. К этому моменту Дамблдор уже отказался от идеи воссоединить Дары, однако соблазн взглянуть ещё на один из них и изучить его был слишком велик, и он, с разрешения Джеймса, на некоторое время забрал мантию себе. После гибели Поттеров Дамблдор впоследствии передал её подросшему Гарри.
В 1980 году Альбус назначил преподавателем в Хогвартсе провидицу Сивиллу Трелони, сделавшую пророчество о Гарри Поттере и Тёмном Лорде, а вскоре ему пришлось передать Гарри его родственникам после смерти его отца и матери.

### После рождения Гарри Поттера
С первых дней обучения Гарри в Хогвартсе у них с директором установились тёплые отношения. Дамблдор не раз приходил мальчику на помощь в трудную минуту. Дамблдор спас Гарри в пятой книге. В то же время он никогда не был полностью откровенен с мальчиком: не рассказывал ему о своём прошлом, долгое время скрывал от него содержание пророчества, где о Волан-де-Морте и Гарри говорится, что «один из них должен погибнуть от руки другого, ибо ни один не может жить спокойно, пока жив другой», опасаясь за душевное спокойствие Гарри. Кроме того, Дамблдор утаивал от мальчика многие факты, касающиеся Северуса Снегга.

#### Противостояние Министерству
В конце 4 года обучения Гарри в Хогвартсе Дамблдор выступает с речью перед учениками, в которой сообщает о возрождении Волан-де-Морта. Тем самым он вступает в конфликт с Министерством магии, которое не признаёт этот факт, и теряет пост Верховного чародея Визенгамота и главы Международной конфедерации магов.
В начале 5 учебного года Дамблдор появился на заседании Визенгамота и выступил в качестве адвоката Гарри, которого обвиняли в использовании магии вне стен Хогвартса (что строжайше запрещено до совершеннолетия, наступающего в 17 лет). Дамблдору удалось доказать, что Гарри пришлось защищаться от дементоров (собственно говоря, так оно и было). Между тем, Министерство магии начало в открытую вмешиваться во внутренние дела Хогвартса. Оно добилось того, чтобы преподавателем Защиты от тёмных искусств стала первый заместитель министра Долорес Амбридж и постепенно передавало ей всё больше и больше полномочий. Амбридж утверждала, что Волан-де-Морт не представляет никакой опасности, а Дамблдор просто сеет панику, чтобы заполучить кресло министра магии. Гарри и его друзья создали подпольный кружок — Отряд Дамблдора (англ. Dumbledore’s Army), на котором готовились к схватке с Волан-де-Мортом, изучая защиту от тёмных искусств. Когда об этом стало известно Амбридж, Дамблдор взял всю вину на себя, сказал, что якобы готовил бунт против Министерства, оглушил Амбридж и её приспешников и покинул школу. Новым директором Хогвартса стала сама Амбридж. Вскоре после этого в здании Министерства магии произошла дуэль между Дамблдором и Волан-де-Мортом. Она закончилась вничью, Тёмному лорду удалось скрыться, однако после этого отрицать факт возрождения Волан-де-Морта было уже невозможно. Дамблдора восстановили во всех магических должностях.

#### Поисккрестражейи смерть
Таинственные свойства дневника Тома Реддла, уничтоженного Гарри на втором году обучения, и фраза, обронённая Волан-де-Мортом в ночь своего возрождения («Я, который дальше всех других прошёл по стезе бессмертия»), заставили Дамблдора думать, что Волан-де-Морт создал некоторое количество крестражей, поместив в них осколки своей души, и Альбус принялся за их поиск и уничтожение. Летом, в промежутке между пятым и шестым годом обучения Гарри в Хогвартсе, Дамблдору удалось найти второй (после дневника) крестраж — кольцо Марволо Мракса. Обнаружив, что в перстень вставлен один из Даров Смерти — Воскрешающий камень, — Дамблдор поддался искушению и надел его на палец в надежде вернуть своих родных (ну, хотя бы для того, чтобы попросить у них прощения). В результате сработало наложенное на кольцо сильнейшее проклятие, обрёкшее Альбуса на гибель. Даже такому сильному волшебнику, как Северус Снегг, удалось остановить его распространение лишь на время, далее он уже был бессилен что-то предпринять. От действия проклятия рука Дамблдора почернела, словно обугленная, вылечить её было невозможно и, кроме того, проклятие по прошествии определённого времени начнёт укрепляться, прорвёт защиту Снегга, а посему жить старому волшебнику оставалось не более года, плюс смерть будет мучительной.
Зная, что через год или меньше наступит смерть, и то, что Волан-де-Морт поручил Драко Малфою убить его, Дамблдор попросил Снегга сделать это за ученика, поскольку это был единственный выход из создавшегося положения. Этим он преследовал несколько целей: во-первых, спасти ещё не до конца повреждённую душу Драко, во-вторых, оградить Драко от гнева Волан-де-Морта за невыполненное задание, и, в-третьих, окончательно убедить Волан-де-Морта в преданности ему Снегга (бывшего на самом деле двойным агентом). В течение года («Гарри Поттер и Принц-полукровка») Дамблдор рассказывал Гарри о прошлом Волан-де-Морта и о крестражах, однако не раскрыл ему своей договорённости со Снеггом. Самая же страшная истина, которую Дамблдор утаивал от мальчика, заключалась в том, что один из крестражей Волан-де-Морта — это сам Гарри и он, следовательно, должен пожертвовать собой ради победы над Тёмным лордом. Эту информацию Гарри узнал от Снегга только после уничтожения всех крестражей, за исключением змеи Нагайны.
Всё случилось именно так, как и планировал Дамблдор. При совместной с Гарри попытке добыть ложный медальон Слизерина Дамблдор сильно ослабел, так как в пещере выпил Изумрудное зелье, бывшее на самом деле напитком Отчаяния, которое во время питья вызывало у старого волшебника ужасные физические и душевные мучения и, кроме того, вызвало укрепление того самого зловещего проклятия. Позже на Астрономической башне Драко Малфой обезоружил его, между волшебниками начался довольно непринуждённый разговор, в ходе которого Драко сказал, что просто вынужден убить Альбуса, иначе Тёмный Лорд за невыполнение приказа прикончит его родителей и его самого. Но вопреки самому себе, Малфоя охватила жалость и он не смог нанести Дамблдору смертельный удар. Позже появились Пожиратели смерти, которые начали заставлять Драко действовать, но Малфой так и не решился на убийство. Затем пришёл Северус Снегг и, после притворной мольбы Дамблдора выпустил в старого волшебника заклятие Авада Кедавра, сбросившее его мёртвое тело с башни. Единственное, чего не предполагал Дамблдор, это то, что Бузинная палочка выбрала своим новым хозяином обезоружившего его Драко. Гарри отправился на поиски крестражей («Гарри Поттер и Дары Смерти») и в итоге постепенно уничтожил их. Оказавшись свидетелем убийства Северуса Снегга Тёмным Лордом во время битвы за Хогвартс, Гарри получил от него воспоминания. Из них он, в том числе, узнал о необходимости пожертвовать собой и совершить этот нелёгкий шаг. Тем не менее, Гарри не умер, так как небольшое количество его крови, защищённое магией материнской любви, текло в жилах Волан-де-Морта (Дамблдор предвидел это, но не мог сказать об этом Гарри, иначе самопожертвование не было бы полноценным, и осколок души Волан-де-Морта, находящийся в Гарри, не был бы уничтожен). Зависнув между жизнью и смертью, Гарри встретился с Дамблдором, который, наконец, поделился с ним всеми своими секретами. В последний раз на страницах книги Гарри общается с портретом Дамблдора, висящем в кабинете директора. Гарри сообщает нарисованному Дамблдору о своём намерении избавиться от Даров Смерти, кроме мантии-невидимки, а тот «наблюдает за ним с безграничной любовью и восхищением».
Второй сын Гарри, Альбус Северус Поттер, назван в честь двух директоров школы Хогвартс — Дамблдора и Снегга.

## Личность Дамблдора

### Внешность

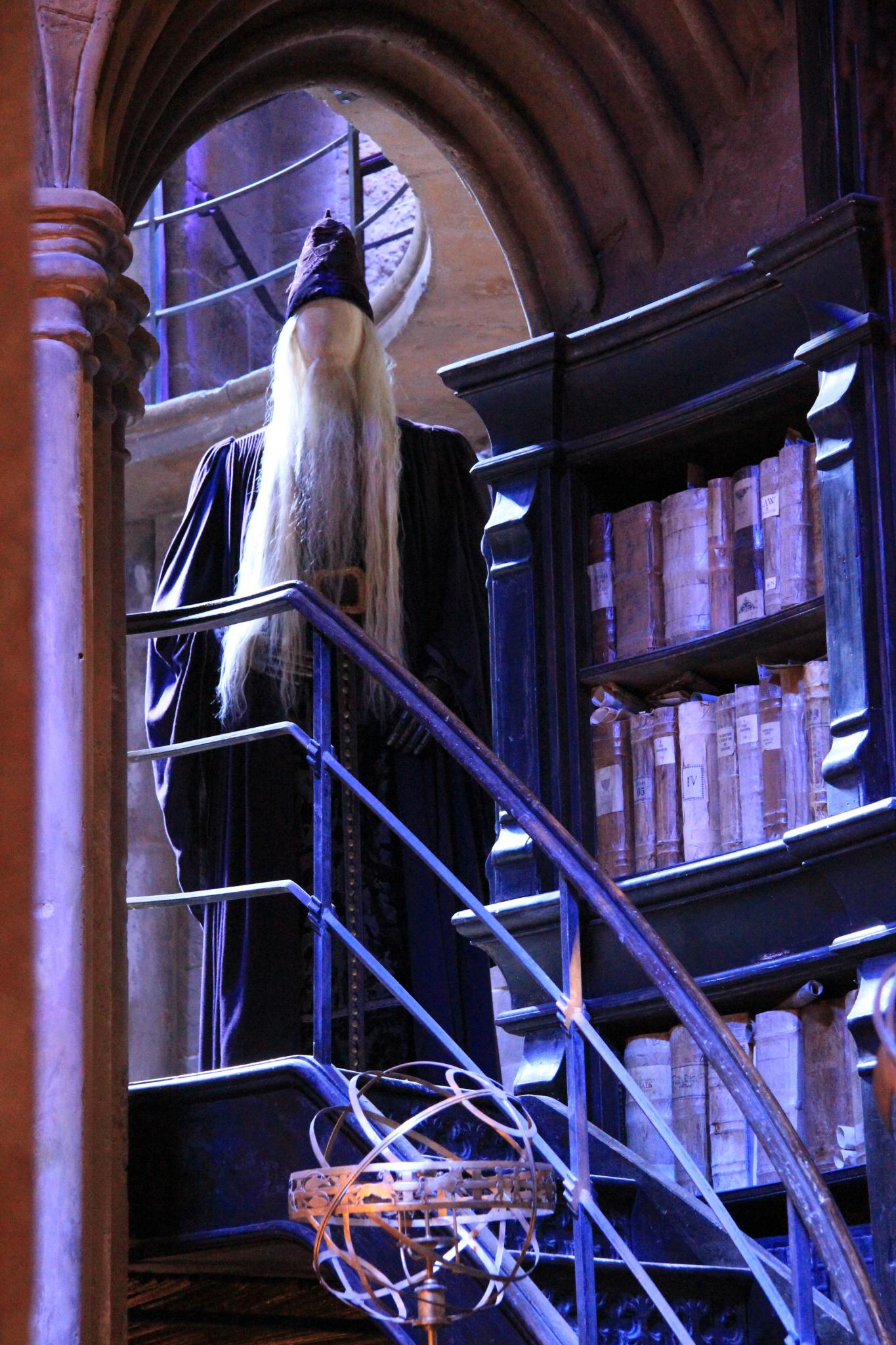
Кабинет профессора Дамблдора в музее «Warner Bros. Studio Tour London: The Making of Harry Potter» в Лондоне

Альбус Дамблдор появляется в первой же главе первой книги («Гарри Поттер и философский камень»). Описывается так: «Он был высок, он был очень умным и мудрым, худ и очень стар, судя по серебру его волос и бороды — таких длинных, что их можно было заправить за пояс. Он был одет в длинный сюртук, поверх которого была наброшена подметающая землю лиловая мантия, а на его ногах красовались ботинки на высоком каблуке, украшенные пряжками. Глаза за затемнёнными очками были голубыми, очень живыми, яркими и искрящимися, а нос — очень длинным и кривым, словно его ломали по крайней мере раза два».
По словам Дамблдора, над его левым коленом расположен шрам в виде точной схемы лондонской подземки.
Описывая внешность Дамблдора в интервью 1999 года, Роулинг сравнивала его с Джоном Гилгудом.

### Характер
Одна из главных черт характера Дамблдора — это то, что он не приемлет никаких формальностей, говорит ясно и просто, без боязни произносит имя Волан-де-Морта и советует Гарри поступать так же; при личных встречах со злодеем называет его настоящим именем «Том». Дамблдор чужд всяким предрассудкам, в том числе весьма распространённой идее о превосходстве «чистокровок»: так, он позволяет Хагриду, в жилах которого течёт великанская кровь, служить лесничим и преподавать в «Хогвартсе» и говорит, что доверил бы ему свою жизнь. Он же принимает на работу оборотня Римуса Люпина, бывшего Пожирателя смерти Северуса Снегга и кентавра Флоренца.
Дамблдор несёт полную ответственность за учеников Хогвартса. Он редко сердится на Гарри и позволяет ему задавать весьма неприятные для себя вопросы, но стоило Гарри однажды сказать, что Дамблдор часто покидает школу и оставляет учеников без присмотра, как Дамблдор рассердился и заявил, что во время его отсутствия ученики находятся под полной магической защитой. Гарри мгновенно умолкает, понимая, что перешёл некую незримую черту.
Ещё одна черта характера Дамблдора — позволять ученику учиться на своих ошибках. Например, когда Гермиона в начале третьего курса записалась на все новые предметы, Дамблдор, вместо того, чтобы запретить, даёт ей возможность попробовать такие нагрузки, снабдив её маховиком времени.
Дамблдор очень скрытен. Когда они с Гарри обсуждали зеркало Еиналеж, Дамблдор сказал, что видит в нём себя, держащего в руках пару толстых шерстяных носков. Однако позднее выясняется, что в действительности он, как и Гарри, видел в зеркале свою семью. Брат Альбуса, Аберфорт, говорил Гарри, что у Альбуса всегда был талант скрывать и утаивать.
Будучи мудрым и гениальным волшебником, Дамблдор, тем не менее, способен на чудачества и странные в глазах окружающих поступки, во многом объясняющиеся его необычным чувством юмора, что порой раздражает Минерву Макгонагалл, отличающуюся строгим и серьёзным характером.

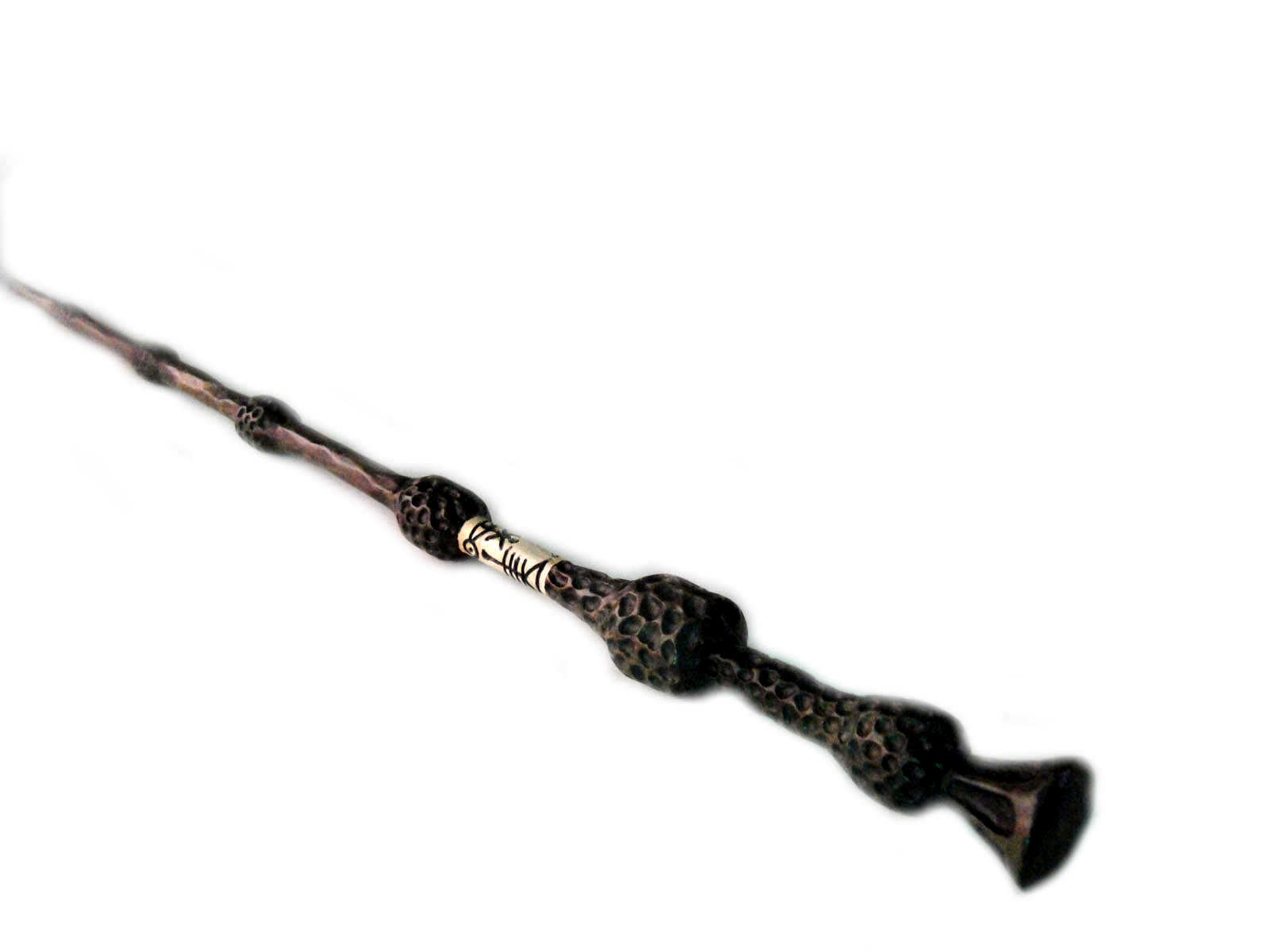
Бузинная палочка

### Палочка Альбуса Дамблдора
Альбус Дамблдор владел Бузинной палочкой. Это один из трёх Даров Смерти. Получил он её, победив прежнего владельца Грин-де-Вальда. Основой палочки является бузина, а её сердцевиной послужил волос фестрала.

### Взгляды на жизнь
Как утверждает сам Дамблдор, в начале своей жизни он мало чем отличался от Волан-де-Морта, ибо подобно ему искал способ победить смерть. В дальнейшем спокойное отношение к смерти стало одним из главных жизненных принципов Дамблдора. Вот лишь некоторые из его высказываний: «В конце концов, для правильно организованного сознания, что есть смерть, как не новое интересное приключение?» (в другом переводе: «Для высокоорганизованного разума смерть — это очередное приключение»), «Воистину, твоя неспособность понять, что в жизни есть вещи куда хуже смерти, всегда была твоей величайшей слабостью» (Волан-де-Морту). Другое фундаментальное его убеждение, постоянно высмеиваемое Волан-де-Мортом, состоит в том, что любовь сильнее всякой другой магии.

### Сексуальная ориентация
В октябре 2007 года, отвечая на вопросы поклонников, Роулинг заявила, что «Дамблдор — гомосексуал». В ответ на заявление некоторые критики высказали точку зрения, что личное мнение автора, в отличие от текстов произведений, не является каноном, поскольку в книгах серии не содержится прямых указаний на этот факт. Так, по мнению Эдварда Ротштейна, культурного критика из New York Times: «Роулинг может воспринимать Дамблдора как гея… но другие вовсе не обязательно должны разделять её мнение». Американский автор Орсон Скотт Кард назвал заявление Роулинг «крайне лицемерным», поскольку «вместо того чтобы на самом деле представить читателям персонажа-гея, она приписала ему это качество задним числом, как будто это была лишь запоздалая мысль». Кроме того, по версии отдельных критиков, заявление Роулинг могло не соответствовать её первоначальному замыслу относительно персонажа и являться лишь рекламным ходом. В качестве возможных мотивов Роулинг назывались политкорректность и коммерческие причины.

### Звания
- Кавалер ордена Мерлина первой степени
- Величайший Волшебник нашего времени
- Верховный чародей Визенгамота (временно был снят из-за министерских нападок, но вскоре восстановлен)
- Президент Международной конфедерации магов (временно был снят из-за министерских нападок, но вскоре восстановлен)
- Директор школы чародейства и волшебства Хогвартс
- Профессор

## Изображения в фильмах

Дамблдор в исполнении Ричарда Харриса

В фильмах «Гарри Поттер и философский камень» и «Гарри Поттер и Тайная комната» роль Дамблдора исполнил Ричард Харрис, который должен был играть персонажа на протяжении всей серии фильмов. По словам Харриса, изначально он не был заинтересован в работе над фильмом, зная о проблемах со своим здоровьем. Тем не менее, он согласился на предложение студии, поскольку его 11-летняя внучка пригрозила больше никогда не разговаривать с ним в случае отказа. Несмотря на то, что незадолго до начала съёмок «Гарри Поттер и узник Азкабана» актёру был поставлен диагноз болезни Ходжкина, Харрис намеревался сыграть Дамблдора в третьем фильме и попросил Дэвида Хеймана не заменять его. Но этому не суждено было случиться: 25 октября 2002 года Ричард Харрис умер, после чего был объявлен кастинг на роль персонажа.
Предложение на роль Дамблдора поступило Иэну Маккеллену, сыгравшему аналогичного героя Гэндальфа в трилогии «Властелин колец», но тот отказался, посчитав нецелесообразным заменять Харриса, который назвал его «ужасным» актёром. Родственники Харриса хотели, чтобы в качестве его замены был выбран Питер О’Тул.
Спустя четыре месяца после смерти Харриса роль Дамблдора досталась Майклу Гэмбону, который воплотил образ персонажа во всех последующих фильмах серии. Сам Гэмбон не планировал подражать игре Харриса, вместо этого изобразив персонажа по-своему, придав тому ирландский акцент. Он завершил все свои сцены в третьем фильме в течение трёх недель.
Тоби Регбо сыграл юного Альбуса Дамблдора в фильмах «Гарри Поттер и Дары Смерти. Часть 1», в воспоминаниях, составляющих предысторию персонажа. Он повторил роль в фильме «Фантастические твари: Преступления Грин-де-Вальда».
На роль молодого Дамблдора в фильме «Фантастические твари: Преступления Грин-де-Вальда» рассматривались такие актёры, как Кристиан Бейл, Бенедикт Камбербэтч, Марк Стронг и Джаред Харрис (сын Ричарда Харриса). В итоге роль была закреплена за Джудом Лоу.